# My Own World (singolo)
My Own World è un singolo della cantante olandese Davina Michelle, pubblicato l'8 luglio 2020 su etichetta discografica 8ball Music come quarto estratto dall'album di debutto omonimo.

## Tracce
1. My Own World – 3:24

## Classifiche
| Classifica (2020) | Posizione massima |
| ----------------- | ----------------- |
| Paesi Bassi       | 46                |